# Чилийски университет
Чилийският университет (на испански: Universidad de Chile) е публичен университет в Сантяго, столицата на Чили.
Основан е на 19 ноември 1842 г. и официално открит на 17 септември 1843 г. Това е най-старото и най-престижното висше учебно заведение в страната. Създаден е като наследник на бившия колониален Кралски университет Сан Фелипе и има богата история в академично, научно и социално отношение. Университетът има за цел да разрешава национални и регионални въпроси, както и да допринася за развитието на Чили. Считан е за един от най-добрите университети в Южна Америка и е сред водещите в сферата на науките, технологиите, социалните науки и изкуствата.
Петте му кампуса включват над 3,1 km2 изследователски сгради, здравни центрове, музеи, театри, обсерватории и спортна инфраструктура. В университета се изучават над 40 000 студенти в над 60 различни бакалавърски дисциплини, 116 магистърски и 38 докторски програми. Разделен е на 14 факултета.
Чилийският университет е излъчил двама нобелови лауреати (Пабло Неруда и Габриела Мистрал) и двадесет чилийски президенти.